# 箕島町
箕島町（みのしまちょう）は、和歌山県有田郡にあった町。現在の有田市の中心部、有田川の河口部、紀勢本線・箕島駅の周辺にあたる。本項では町制前の名称である宮崎村（みやざきむら）についても述べる。

## 地理
- 海洋：紀伊水道
- 河川：有田川

## 歴史
- 1889年（明治22年）4月1日 - 町村制の施行により、小豆島村・箕島村・北湊村・野村・新堂村・古江見村・山地村の区域をもって宮崎村が発足。
- 1901年（明治34年）3月16日 - 宮崎村が町制施行・改称して箕島町となる。
- 1950年（昭和25年）9月3日 - ジェーン台風が接近。箕島町沖合で操業していた打瀬船のうち3隻が沈没、19隻流失、21隻が破損。死者・行方不明者100余人[1]。
- 1954年（昭和29年）1月19日 - 保田村・宮原村・糸我村と合併して有田町が発足。同日箕島町廃止。

## 交通

### 鉄道路線
- 日本国有鉄道（現・JR西日本）
  - 紀勢西線（現・紀勢本線）
    - 箕島駅

### 道路
- 国道170号（現・国道42号）